# Virginie Costerg
Virginie Costerg (ur. 14 lipca 1981) – francuska narciarka, specjalistka narciarstwa dowolnego. Zajęła 5. miejsce w skicrossie na mistrzostwach świata w Ruka. Nie startowała na igrzyskach olimpijskich. Najlepsze wyniki w Pucharze Świata osiągnęła w sezonie 2005/2006, kiedy to zajęła 18. miejsce w klasyfikacji generalnej, a w klasyfikacji skicrossu była szósta.
W 2006 r. zakończyła karierę.

## Sukcesy

### Mistrzostwa Świata
| Miejsce | Dzień    | Rok  | Miejscowość | Konkurencja | Zwycięzca     |
| ------- | -------- | ---- | ----------- | ----------- | ------------- |
| 5.      | 18 marca | 2005 | Ruka        | Skicross    | Karin Huttary |

### Puchar Świata

#### Miejsca w klasyfikacji generalnej
- 2004/2005 – 59.
- 2005/2006 – 18.

#### Miejsca na podium
1. Saas-Fee – 25 października 2004 (skicross) – 3. miejsce